# Büchel (instrument)
Een büchel is een variant op de Zwitserse alpenhoorn. De büchel is een blaasinstrument, heeft een conische buis en is van hout vervaardigd.
In tegenstelling tot de alpenhoorn is de büchel niet rechtuitlopend, maar in drie delen 'gebogen'. De stemming is doorgaans in Bes of C. De totale pijplengte is 2,7 m (voor de Bes-variant). Het instrument is doordat het 'gevouwen' is zelf ongeveer 90 cm lang. Om het te bespelen, wordt het net als een trompet recht vooruit gehouden.
Het instrument wordt voor het eerst vermeld in 1820 en is opgenomen op de lijst van levende tradities van Zwitserland.